# Euphonia xanthogaster
El fruterito azulejo, eufonia buchinaranja o curruñatá azulejo (Euphonia xanthogaster) es una especie de ave de la familia Fringillidae, anteriormente clasificada como Thraupidae, que se encuentra en Bolivia, Brasil, Colombia, Ecuador, Guyana, Panamá, Perú , Venezuela y Paraguay.

## Hábitat
Vive en el interior y los bordes de la canopia del bosque húmedo y el bosque de galería, por debajo los 2.600 m de altitud.

## Descripción
Mide 10,5 a 10,9 cm de longitud. Presenta un fuerte dimorfismo sexual, al igual que la mayoría de especies de su género. El plumaje del dorso del macho es color azul metálico; mejillas, garganta y cuello negro azulado; corona, frente, pecho y vientre amarillo fuerte; la corona y la frente pueden ser rojizas. La hembra presenta nuca y corona grisácea y partes inferiores de color ante, blancuzco o crema grisáceo y dorso oliváceo y puede presentar frente de color oliváceo o castaño.